# Corispermum ikramii
Corispermum ikramii là loài thực vật có hoa thuộc họ Dền. Loài này được Aellen mô tả khoa học đầu tiên năm 1964.